# Pump (album)
Pump je deseti studijski album američke hard rock skupine Aerosmith koji izlazi u rujnu 1989.g.
Pump nakon objavljivanja postiže veliki uspjeh kod svojih obožavatelja i glazbenih kritičara. Na albumu se nalazi mnogo raznovrsne glazbe, od komercijalnih do skladbi koje su pristupačne širokom auditoriju. Na materijalu se nalaze dionice odsvirane na rogu i klavijaturama ("Love in an Elevator", "The Other Side"), ali ima i pravog rock and rolla ("F.I.N.E.*", "Young Lust"), kao i iskrenih balada ("What It Takes"). Također se nalaze skladbe s ozbiljnijom problematikom incesta i ubojstvom ("Janie's Got a Gun") i problem sa zloupotrebom droge i alkohola ("Monkey on My Back"). Skladbe "Hoodoo" i "Dulcimer Stomp" instrumentalne su inačice odsvirane u pauzi.
Album je sastavu Aerosmith donio veliku uspješnost i prodaju od sedam milijuna primjeraka u Americi. Dobivaju i prvu nagradu "Grammy" (za skladbu "Janie's Got a Gun"). "Love in an Elevator" prva je njihova skladba koja dolazi na #1 "Mainstream Rock Tracks" Top ljestvice. Osim toga prvi je Aerosmithov album do ovog trenutka s kojim su imali tri singla u Top 10, "Billboardovog Hot 100" i tri singla na prvom mjestu "Mainstream Rock Tracks" ljestvice. Album se nalazi na četvrtom mjestu najbolje prodavanih albuma od 1990. godine.
Pump je drugi od tri Aerosmithova albuma koji uzastopno prikazuju odličan timski rad s producentom Bruceom Fairbairniom, Mikeom Frazerom i Kenom Lomasom, tehničarima iz "The Little Mountain Sound Studios".

## Popis pjesama
1. "Young Lust" (Joe Perry, Steven Tyler, Jim Vallance) – 4:18
2. "F.I.N.E.*" (Perry, Tyler, Desmond Child) – 4:09
3. "Going Down" – 0:17 / "Love in an Elevator" (Perry, Tyler) – 5:21
4. "Monkey on My Back" (Perry, Tyler) – 3:57
5. "Water Song" – 0:10 / "Janie's Got a Gun" (Tom Hamilton, Tyler) – 5:28
6. "Dulcimer Stomp" – 0:49 / "The Other Side" (Tyler, Vallance, Brian Holland, Lamont Dozier, Eddie Holland) – 4:07
7. "My Girl" (Perry, Tyler) – 3:10
8. "Don't Get Mad, Get Even" (Perry, Tyler) – 4:48
9. "Hoodoo" – 0:55 / "Voodoo Medicine Man" (Tyler, Brad Whitford) – 3:44
10. "What It Takes" (Desmond Child, Perry, Tyler) – 6:28

## Osoblje
Aerosmith
- Tom Hamilton - bas-gitara, prateći vokali
- Joey Kramer - bubnjevi
- Joe Perry - električna gitara, prateći vokali
- Steven Tyler - prvi vokal, usna harmonika, klavijature
- Brad Whitford - gitara

Gostujući glazbenici
- Bob Dowd - prateći vokali
- Catherine Epps - vokal
- Bruce Fairbairn - prateći vokali, truba
- Margarita Horns
- Randy Raine-Reusch - usna harmonika, gong, u skladbi "Water Song", cimbala u skladbi "Dulcimer Stomp", didžeridu u skladbi "Don't Get Mad, Get Even", orgulje u skladbi "Hoodoo"
- John Webster - klavijature

Ostalo osoblje
- Producent: Bruce Fairbairn
- Projekcija: Michael Fraser, Ken Lomas
- Mix: Michael Fraser
- Mastering: Greg Fulginiti
- Nadzor masteringa: David Donnelly
- Art direkcija: Kim Champagne, Gabrielle Raumberger
- Dizajn logotipa: Andy Engel
- Fotografija: Norman Seeff
- Slika tetovaže: Mark Ryden
- Davanje oblika: John Kalodner

## Top liste
Album - Billboard (Sjeverna Amerika)
| Godina | Top lista         | Pozicija |
| ------ | ----------------- | -------- |
| 1989.  | The Billboard 200 | #5       |

Singlovi - Billboard (Sjeverna Amerika)
| Godina | Singl                 | Top lista              | Pozicija |
| ------ | --------------------- | ---------------------- | -------- |
| 1989.  | "Love in an Elevator" | Mainstream Rock Tracks | #1       |
| 1989.  | "F.I.N.E.*"           | Mainstream Rock Tracks | #14      |
| 1989.  | "Love in an Elevator" | The Billboard Hot 100  | #5       |
| 1989.  | "Janie's Got a Gun"   | Mainstream Rock Tracks | #2       |
| 1989.  | "Janie's Got a Gun"   | The Billboard Hot 100  | #4       |
| 1990.  | "Monkey on My Back"   | Mainstream Rock Tracks | #17      |
| 1990.  | "What It Takes"       | Mainstream Rock Tracks | #1       |
| 1990.  | "What it Takes"       | The Billboard Hot 100  | #9       |
| 1990.  | "The Other Side"      | Mainstream Rock Tracks | #1       |
| 1990.  | "The Other Side"      | The Billboard Hot 100  | #22      |

## Certifikat
| Organizacija | Naklada       | Datum              |
| ------------ | ------------- | ------------------ |
| RIAA - SAD   | Zlatni        | 29. studenog 1989. |
| RIAA - SAD   | Platinasti    | 29. studenog 1989. |
| RIAA - SAD   | 2x Platinasti | 10. siječnja 1990. |
| RIAA - SAD   | 3x Platinasti | 2. svibnja 1990.   |
| RIAA - SAD   | 4x Platinasti | 12. studenog 1990. |
| RIAA - SAD   | 5x Platinasti | 9. studenog 1994.  |
| RIAA - SAD   | 7x Platinasti | 10. veljače 1995.  |

## Nagrade
Grammy Awards
| Godina | Dobitnik            | Kategorija                                  |
| ------ | ------------------- | ------------------------------------------- |
| 1990.  | "Janie's Got a Gun" | Nagrada Grammy za najbolju duo rock izvedbu |

## Vanjske poveznice
- Pump
- discogs.com - Aerosmith - Pump